# Église Saint-André de Hildesheim
L'église Saint-André de Hildesheim est une église luthérienne située dans la ville de Hildesheim dans la moitié nord de l'Allemagne dans le land de Basse-Saxe.
C'est la plus haute structure de la ville et la plus haute église de Basse-Saxe .
L'édifice comprend une horloge.

## Historique
La construction a commencé au Moyen Âge en 1389 .
De nombreuses interruptions de la construction ont été causées par des guerres, des querelles, le manque de matériel, le manque de fonds et les périodes de peste. 
Le 10 novembre 1883, jour du 400e anniversaire de Martin Luther, la première pierre fut posée pour la construction de la tour qui a été achevée en 1886. La tour comprend un étage d'observation à 75 mètres de hauteur.
Durant la Deuxième Guerre mondiale l'église Saint-André a complètement brûlé. Elle a été reconstruite entre 1956 et 1965 et inaugurée le 29 août 1965.

## Dimensions
Les dimensions de l'édifice sont les suivantes  :

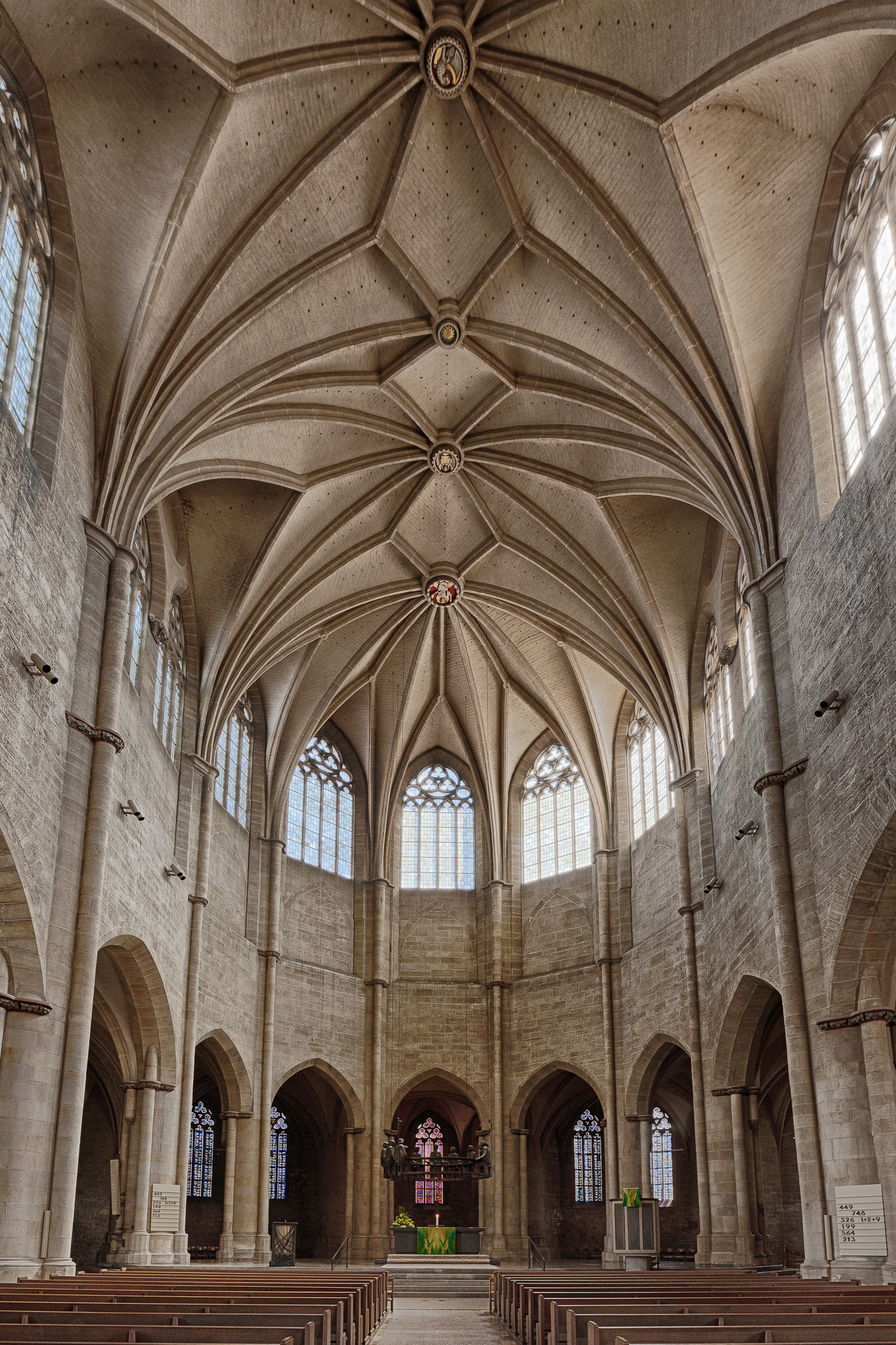
Intérieur de l'église

- Hauteur sous voûte : 28,6 m
- Longueur : 80 m
- Hauteur de la tour : 114 m
- Largeur : 35 m